# Détective Conan : Les Quinze Minutes de silence
Détective Conan : Les Quinze Minutes de silence (名探偵コナン 沈黙の15分, Meitantei Konan: Chinmoku no Kwōtā) est un film d'animation japonais réalisé par Yasuichiro Yamamoto, sorti en 2011.
Il s'agit du quinzième film tiré du manga Détective Conan.
L'intrigue du film, tout comme son titre, tourne autour du nombre 15, pour célébrer les 15 ans de la franchise Détective Conan à la télévision et au cinéma.

## Synopsis
Un jour de décembre, le gouverneur Asakura, qui a été réélu comme Gouverneur de Tokyo, reçoit une mystérieuse lettre d'avertissement. Celle-ci menace de faire sauter le tout nouveau tunnel souterrain municipal qu'il doit inaugurer le lendemain. Heureusement, Conan en entend parler par Kogoro, et en voyant une mystérieuse personne dans le tunnel, il arrive à prévenir les passagers du train et il n'y a aucune victime après l'explosion de plusieurs bombes. La police a beaucoup de mal à désigner un suspect, mais une autre construction initiée par Asakura est menacée : le barrage électrique dans la préfecture de Niigata, construit quand Asakura était encore Ministre des Transports. Conan et ses amis décident de s'y rendre pour démasquer le coupable. Peu de temps après son arrivée, il rencontre Muto, Fuyumi, Yamao, Hikawa et Miyuki, cinq amis qui ne s'étaient pas revus depuis longtemps, car il y a plusieurs rancunes entre eux. Plus tard, le fils de Fuyumi, qui était plongé dans un profond coma depuis longtemps, se réveille. Et le lendemain, Hikawa est retrouvé mort assassiné !
Qui est le poseur de bombes et l'assassin d'Hikawa ? Qu'est-il vraiment arrivé au fils de Fuyumi ? Conan et les détectives boys veulent résoudre ces mystères, mais attention ! Quelqu'un les suit à la trace, et en montagne, si on reste quinze minutes sous une avalanche, on meurt ! De nombreux dangers les attendent ! Sauront-ils les surmonter ?

## Distribution

### Voix japonaises
- Minami Takayama : Conan Edogawa
- Wakana Yamazaki : Ran Mouri
- Rikiya Koyama : Kogoro Mouri
- Kappei Yamaguchi : Shinichi Kudo
- Kenichi Ogata : le professeur Hiroshi Agasa
- Chafurin : inspecteur Megure
- Megumi Hayashibara : Ai Haibara
- Ikue Ōtani : Mitsuhiko Tsuburaya
- Yukiko Iwai : Ayumi Yoshida
- Wataru Takagi : Wataru Takagi, Genta Kojima
- Naoko Matsui : Sonoko Suzuki
- Atsuko Yuya : Miwako Sato

## Musique
Le générique de fin pour le film est Don't Wanna Lie du groupe de J-Rock B'z et est sorti en single le 30 avril 2011.
Celui du film a, pour la première fois, été aussi utilisé en tant que générique d'ouverture (le 31) dans l'anime (représentant l'arc de Londres - une des affaires la plus longue et importante.)

## Cas particulier
Le 11 mars 2011, un séisme frappe le Japon, provoquant par la suite l'explosion de la centrale nucléaire de Fukushima. Originellement, l'affiche de ce quinzième film représentait en arrière-plan un barrage en pleine explosion. Elle a, par la suite, été modifiée en enlevant ce détail, pour ne pas choquer.
Les bandes annonces ont aussi été modifiées en supprimant les plans où l'on voyait un torrent d'eau se déverser dans les rues de la ville.